# Chaerophyllum libanoticum
Chaerophyllum libanoticum är en flockblommig växtart som beskrevs av Pierre Edmond Boissier och Karl Theodor Kotschy. Chaerophyllum libanoticum ingår i släktet rotkörvlar, och familjen flockblommiga växter. Inga underarter finns listade i Catalogue of Life.